# Želodnik (Radomlja)
Želodnik je potok, ki izvira severno od istoimenske vasi v občini Domžale. Izliva se v potok Rovščica. Vodna pot teče nadalje preko rek Radomlja in Rača v Kamniško Bistrico. Povirni krak Želodnika je potok Rjavec, ki izvira v Prevojskih gmajnah.